# Bajannuur, Bulgan
Bajannuur (mongoliska: Баяннуур Сум, Bayannuur, Баяннуур, Bayannuur Sum) är ett distrikt i Mongoliet.   Det ligger i provinsen Bulgan, i den centrala delen av landet, 180 km väster om huvudstaden Ulaanbaatar.